# 센트럴안드로스

센트럴안드로스

센트럴안드로스(영어: Central Andros)는 바하마의 구로 안드로스섬에 위치한다.